# Turtle Rock Studios
Turtle Rock Studios (колишня Valve South) — американська компанія, що спеціалізується на розробці комп'ютерних ігор. Компанія бере участь у створенні оригінальних назв, а також надає консалтинг послуги в індустрії цифрових розваг. Студія отримала популярність, коли була частиною корпорації Valve і працювала над її іграми Counter-Strike і Left 4 Dead.

## Історія
Компанія була заснована Майклом Бутом у березні 2002 року.
20 листопада 2006 року компанія анонсувала розраховану на багато користувачів гру шутер від першої особи Left 4 Dead. Гра була зроблена на новій версії движка того часу Source, і включала новітні технології ІІ — вдосконалених роботів з Counter-Strike: Condition Zero, розроблених компанією Turtle Рок. Гра була випущена для платформ Microsoft Windows та Xbox 360 у листопаді 2008 року.
10 січня 2008 року компанія Valve Corporation оголосила про те, що вона купила Turtle Rock Studios. З того часу Valve взяла контроль над розвитком компанії.
3 червня 2009 року Даг Ломбарді з Valve Corporation оголосив, що компанія Turtle Rock Studios більше не є частиною компанії Valve. 5 січня 2010 року компанія створює новий веб-сайт, на якому оголошують про те, що в компанії були проведені деякі реформи і що скоро вона знову працюватиме над створенням комп'ютерних ігор.
2 червня 2010 року Turtle Rock оголосила про невеликий підрозділ компанії. Нова компанія отримала назву Turtle Rock Garage, і вона спеціалізується на розробці невеликих казуальних ігор. 22 вересня 2010 року компанія Digital Development Management оголосила про те, що тепер вона представлятиме компанію Turtle Rock Studios у пошуках видавця їх ігор.
26 травня 2011 року THQ оголосили, що вони будуть видавцями нового проекту студії.
20 жовтня 2011 року Turtle Rock підтвердила, що їх наступний проект буде працювати на CryEngine 3.
23 січня 2013 року Take-Two Interactive набула права на гру Evolve у збанкрутілої THQ.

### В даний час
У грудні 2016 року Turtle Rock анонсувала, що працює над новою інтелектуальною власністю, видавництво якої доручила Perfect World Entertainment. Студія також планувала розглядати програму раннього доступу в Steam, що дозволяє гравцям забезпечити зворотний зв'язок за ще не випущеними іграми або продуктами.
У березні 2019 року Turtle Rock анонсувала Back 4 Blood — новий кооперативний зомбі-шутер в дусі Left 4 Dead, який планується випустити на PC, PlayStation 4 і Xbox One; видавцем виступить Warner Bros. Interactive Entertainment]]. Також в анонсі Turtle Rock розкрили, що їхній проект з Perfect World Entertainment було скасовано.
У грудні 2021 року Tencent придбала компанію Slamfire, що володіє Turtle Rock Studios.

## Ігри
| Рік  | Гра                            | Платформа(и) | Платформа(и) | Платформа(и) | Платформа(и) | Платформа(и) | Платформа(и) | Платформа(и) | Платформа(и) | Платформа(и) | Платформа(и) | Платформа(и) | Видавець               |
| Рік  | Гра                            | Win          | Mac          | Lin          | Xbox         | X360         | XOne         | XS           | PS4          | PS5          | iOS          | And          | Видавець               |
| ---- | ------------------------------ | ------------ | ------------ | ------------ | ------------ | ------------ | ------------ | ------------ | ------------ | ------------ | ------------ | ------------ | ---------------------- |
| 2003 | Counter-Strike (порт для Xbox) | Ні           | Ні           | Ні           | Так          | Ні           | Ні           | Ні           | Ні           | Ні           | Ні           | Ні           | Microsoft Game Studios |
| 2004 | Counter-Strike: Condition Zero | Так          | Так          | Так          | Ні           | Ні           | Ні           | Ні           | Ні           | Ні           | Ні           | Ні           | Sierra Entertainment   |
| 2004 | Counter-Strike: Source         | Так          | Так          | Так          | Ні           | Ні           | Ні           | Ні           | Ні           | Ні           | Ні           | Ні           | Valve                  |
| 2004 | Half-Life 2: Deathmatch        | Так          | Так          | Так          | Ні           | Ні           | Ні           | Ні           | Ні           | Ні           | Ні           | Ні           | Valve                  |
| 2008 | Left 4 Dead                    | Так          | Так          | Ні           | Ні           | Так          | Ні           | Ні           | Ні           | Ні           | Ні           | Ні           | Valve                  |
| 2009 | Left 4 Dead 2: The Passing     | Так          | Так          | Так          | Ні           | Так          | Ні           | Ні           | Ні           | Ні           | Ні           | Ні           | Valve                  |
| 2010 | Left 4 Dead: The Sacrifice     | Так          | Так          | Ні           | Ні           | Так          | Ні           | Ні           | Ні           | Ні           | Ні           | Ні           | Valve                  |
| 2010 | Left 4 Dead 2: The Sacrifice   | Так          | Так          | Так          | Ні           | Так          | Ні           | Ні           | Ні           | Ні           | Ні           | Ні           | Valve                  |
| 2011 | Leap Sheep!                    | Ні           | Ні           | Ні           | Ні           | Ні           | Ні           | Ні           | Ні           | Ні           | Так          | Так          | Turtle Rock Studios    |
| 2015 | Evolve                         | Так          | Ні           | Ні           | Ні           | Ні           | Так          | Ні           | Так          | Ні           | Ні           | Ні           | 2K                     |
| 2016 | Evolve Stage 2                 | Так          | Ні           | Ні           | Ні           | Ні           | Ні           | Ні           | Ні           | Ні           | Ні           | Ні           | 2K                     |
| 2021 | Back 4 Blood                   | Так          | Ні           | Ні           | Ні           | Ні           | Так          | Так          | Так          | Так          | Ні           | Ні           | Warner Bros. Games     |